# Јадвига Смосарска
Јадвига Филипина Смосарска (пољ. Jadwiga Filipina Smosarska; Варшава, 23. септембар 1898 — Варшава, 1. новембар 1971) је била пољска позоришна и филмска глумица.

### Ток каријере
Дебитовала је 1918. године у варшавском позоришту. До почетка Другог светског рата играла је у Варшавским позориштима.
Први пут је добила филмску улогу 1919. године. У Париз се одселила 1925. године на филмске студије. Имала је улоге у преко 20 филмова. Иако су јој филмови доносили велику популарност изабрала је рад у театру.
Од новембра 1939. живи у САД, где је радила на очувању културе међу пољском дијаспором. У пољску се вратила 1970. године.

### Филмографија
- 1919. „За срећу“
- 1920. „Јунаштво пољског скаута“
- 1921. „Чудо над Вислом“
- 1922. „Тајна трамвајске станице“
- 1922. „Пуцањ“
- 1923. „Робиња Љубави“
- 1924. „О чему се не говори“
- 1925. „Ивонка“
- 1926. „Губава“
- 1927. „Смешак судбине“
- 1927. „Обећана Земља“
- 1928. „Тајна старог рода“
- 1929. „Грешна љубав“
- 1930. „На сибир“
- 1932. „Година 1914“

- 1934. „Да ли је луцина девојка“
- 1935. „Две Јоасие“
- 1936. „Јађа“
- 1936. „барбара Рађивилувна“
- 1937. „Слагала сам“